# Gustav Vasa (opera)
Gustav Vasa (P XXIII:6) je jediná dochovaná opera Leopolda Koželuha. Jejím námětem je osvobození Švédska od dánské nadvlády v roce 1521. Zajímavým aspektem je významná dějinná úloha ženských postav, která v Koželuhově době nebyla obvyklá.

## Inscenační historie
O dobovém uvedení opery nejsou žádné informace. Je tedy možné, že světovou premiérou díla bylo nastudování opery v Helsinkách v roce 2018 pod vedením dirigenta Aapo Häkkinena, které bylo uvedeno při příležitosti dvoustého výročí úmrtí skladatele.

## Osoby
- Gustav Vasa
- Kristian II.
- Kristina Gyllenstierna
- Cecilie, Vasova matka
- Margareta Vasa
- Sevrin Norrby

## Obsazení orchestru
2,2,2,2; 2,2,3,0; tp; bat; archi

## Nahrávky
- 2018 - Gustav Vasa (finsky Kustaa Vaasa), Musiikkitalo, Helsinky, premiéra: 3. března 2018. Helsinki Baroque Orchestra, dirigent Aapo Häkkinen, osoby a obsazení: Gustav Vasa (Mario Zeffiri), Kristian II. (Cornelius Uhle), Kristina Gyllenstierna (Martina Janková), Cecilie, Vasova matka (Helena Juntunen), Margareta Vasa (Monica Groop), Sevrin Norrby (Niall Chorell). Spoluúčinkují Helsinský komorní sbor a Helsinský barokní orchestr. Dirigent: Aapo Häkkinen, režie: Ville Sandquist.